# Bent Jensen (historiker)
 Der er flere personer med dette navn, se Bent Jensen.
Bent Jensen (født 10. maj 1938 i Kjellerup) er en dansk historiker, dr. phil. og professor emeritus. Bent Jensen var fra 1980 til 2008 professor i nyeste tids historie ved Syddansk Universitet. Fra 2007 til 2010 var han leder af Center for Koldkrigsforskning.
Bent Jensen er oprindeligt udlært elektriker, men læste derpå videre. Han tog i 1960 studentereksamen og blev 1969 cand.mag. i historie og russisk.
Bent Jensens tidlige forskning var overvejende samlet om tiden omkring Sovjetunionens oprettelse. Han blev dr.phil. på en afhandling om forløbet i forbindelse med Danmarks de jure anerkendelse af Sovjetunionen.
Senere rettede Bent Jensens forfatterskab sig mod problemstillingerne om henholdsvis visse intellektuelles fascination af stalinismen (Stalinismens fascination og danske venstreintellektuelle), sovjetiske dissidenters forhold (Sakharovs stemme), Socialdemokratiet og fodnotepolitikken i 1980'erne (Tryk og tilpasning), det sovjetiske GULAG-system og forfølgelsen af anderledes tænkende samt etniske og andre mindretal i Sovjetunionen (Gulag og glemsel), det dansk-sovjetiske forhold (Bjørnen og haren) samt Danmark i den kolde krig (Ulve, får og vogtere). I 2014 modtog han Niels Ebbesen Medaljen efter tidligere at have afslået ridderkorset.

## Leder af Center for Koldkrigsforskning
I januar 2007 blev Bent Jensen udnævnt til leder af Center for Koldkrigsforskning, der fik til opgave at lave en tilbundsgående undersøgelse af Danmark under Den Kolde Krig, idet centerets opgave ifølge opgavebeskrivelsen var at udføre en fri og bred forsknings- og formidlingsindsats vedrørende Danmark under Den Kolde Krig med særligt fokus på bl.a. meningsdannelse og kulturel påvirkning. Centeret blev besluttet oprettet i 2005 af et flertal i Folketinget bestående af V, K og DF og indgik i finanslovsaftalen for 2007. Baggrunden for oprettelsen var kritik af en rapport fra Dansk Institut for Internationale Studier fra 2005, særligt vedrørende rapportens vurderinger af den militære trussel mod Danmark og betydningen af fodnotepolitikken i 1980'erne.
Centret lukkede formelt pr. 31. december 2010, da den 3-årige bevilling på 10,5 millioner kr. var opbrugt. Centerets værk Ulve, får og vogtere på godt 1.500 sider udkom i februar 2014.

## Dragsdahl-sagen
I en kronik bragt i Jyllands-Posten 14/1 2007, tre dage efter at det var afgjort, at Bent Jensen skulle lede det nye koldkrigscenter, skrev Jensen med henvisning til et PET-dokument at journalisten Jørgen Dragsdahl havde været KGB-agent: "Dragsdahl var altså ifølge både KGB og PET KGB-agent," skrev Bent Jensen. PET mente, at Jensen dermed overtrådte sin tavshedspligt. I januar 2008 gav Justitsministeriet PET medhold i, at Bent Jensen brød sin tavshedspligt. Bent Jensen indankede denne afgørelse. I maj 2009 gav Ombudsmanden Justitsministeriet en alvorlig påtale for ikke at have svaret på Bent Jensens anke, selvom Bent Jensen adskillige gange over en periode på mere end tolv måneder havde rykket for et svar.
Beskyldningerne fik Dragsdahl til at stævne Bent Jensen og Jyllands-Posten for injurier. Det fik flere oppositionspolitikere til at gå ind i sagen, da de mente, at koldkrigscentret udelukkende var et politisk projekt. I maj 2007 krævede Socialdemokratiets Rasmus Prehn således, at Bent Jensen blev sat fra bestillingen som leder af centret og erstattet med en anden. 9. december 2008 meddelte Jyllands-Posten, at man havde valgt at anke Østre Landsrets dom vedr. adgangen til PET-materiale til brug i sagen mellem Dragsdahl og Bent Jensen/Jyllands-Posten.
I januar 2009 bragte Jyllands-Posten en artikel efter at have fået aktindsigt i korrespondance mellem Bent Jensen og Justitsministeriet. Heraf fremgik det, at Dragsdahl-sagen blev behandlet i Regeringens sikkerhedsudvalg, hvor den daværende chef for PET, Ole Stig Andersen, forelagde den for bl.a. stats-, udenrigs- og justitsministrene.
Den 20. april 2009 pålagde Højesteret PET at udlevere en række dokumenter, som Bent Jensen og Jyllands-Posten havde ønsket at bruge i retssagen anlagt af Jørgen Dragsdahl.
I en artikel i Information den 7. juli 2009 kom det i forbindelse med kommisionsundersøgelsen af PET frem, at efterretningstjenesten, pga. mistanke om at Dragsdahl var KGB-spion, havde aflyttet og overvåget ham fra februar 1983 til oktober 1985. Det hævdes videre, at PET på denne baggrund ikke nåede frem til den konklusion, at Dragsdahl var KGB-agent. Daværende operationel chef i PET, Per Larsen, sagde: "Der blev aldrig ført bevis for, at Dragsdahl skulle have lavet ulovligheder, og derfor kom der ikke noget ud af sagen."
I bind 13 i PET-kommissionens rapport, der udkom i juli 2009, hævdes det, at PET i 1980'erne ikke kunne "godtgøre, at der foregik et samarbejde med KGB", men at KGB’s 1. hoveddirektorat i Moskva accepterede KGB-residenturet i Københavns indstilling om at Dragsdahl var en "agent". Konklusionen på rapportens bind 13 tilføjer dog flere forbehold, bl.a. at oplysningerne om Dragsdahls af residenturets påståede agentvirksomhed delvist var baseret på andenhåndsoplysninger, og at der var tilfælde, hvor det danske KGB-residentur "overdrev deres indberetninger af karrieremæssige eller andre hensyn, samt at der foreligger oplysninger, der sår tvivl om Dragsdahls påståede føringsofficerers troværdighed."
Det fremgår også af PET-kommissionens rapport, at den østtyske sikkerhedstjeneste STASI i 1982 angiveligt mistænkte Dragsdahl for at være "CIA-agent", men mistanken blev affærdiget af KGB, der betragtede Dragsdahl som en god og succesfuld agent.
Bent Jensen skrev i 2009 i en kronik i Jyllands-Posten at Dragsdahl i et kompendium overgivet Regeringens sikkerhedsudvalg i 1985 omtaltes som "meningsagent", ligesom daværende PET-chef Henning Fode i sin mundtlige præsentation brugte ordet "agent" om Dragsdahl. Senere fremlagde Bent Jensen dele af dette dokument af 9. september 1985, som blev brugt til orientering af regeringen. I dette fandtes en oversigt over aktive KGB-officerer og deres danske kontaktpersoner og agenter. I sidste gruppe anførtes som agent Arne Herløv Petersen (dæknavn Palle) og Jørgen Dragsdahl (dæknavn Yershov).
I et andet notat - undertegnet "Politiets Efterretningstjeneste den 1. oktober 1985" - hed det:
"a) journalist ved Information, Jørgen Dragsdahl, har overtrådt straffelovens § 108, idet han siden 1978 har virket som 'påvirkningsagent' for KGB. Dragsdahl, der af KGB blev tildelt dæknavnet STOT, vidste, at hans kontakt på den sovjetiske ambassade i København var efterretningsofficer. Hans forsæt til den strafbare handling blev yderligere bestyrket ved, at der blev afholdt konspirative møder i Københavns omegn samt 3. landsmøder."
Historikeren Poul Villaumes mening er, at PET-kommissionens rapport konkluderer, at PET ikke opfattede Dragsdahl som agent. Koldkrigshistorikerne Peer Henrik Hansen fra RUC og Thomas Wegener Friis fra SDU har i Jyllands-Posten den 2. august 2009 betegnet PET-kommissionens konklusioner angående Dragsdahl som "gætværk" baseret på formodninger, antagelser og slutninger. Wegener Friis mener således, at konklusionerne i PET-rapporten minder om "et statsfinansieret læserbrev, hvor kommissionen har sat sig for at tilrettevise Bent Jensen. Det kræver, at man piller brodden ud af alt det materiale, hvor der står, at Dragsdahl var KGB-agent."

### Retssag
Jørgen Dragsdahl anlagde sag mod Bent Jensen ved Retten i Svendborg med påstand om, at Bent Jensens kronik var injurierende. Byretten afsagde i juni 2010 dom til fordel for Jørgen Dragsdahl. Dommen fra byretten faldt i juni 2010, og byretten idømte Bent Jensen en erstatning til Jørgen Dragsdahl på 200.000 kr. samt 20 dagbøder på i alt kr. 40.000. Bent Jensen ankede dommen til Østre Landsret og der blev efterfølgende taget initiativ til at indsamle penge til at betale sagsudgifterne for ham.
Østre Landsret påbegyndte behandlingen af ankesagen den 2. september 2013. Blandt de indkaldte vidner var Ole Stig Andersen, chefen for PET fra 1975-1984, som ikke havde vidnet i byretten. Denne erklærede i retten, at Dragsdahl har været påvirkningsagent for KGB og den direkte anledning til, at klassificeret materiale blev hemmeligholdt for medlemmerne af Sikkerheds- og Nedrustningspolitisk Udvalg (SNU), mens Dragsdahl deltog i SNU's møder. Et andet vidne, tidligere operativ chef i PET, Per Larsen, forklarede, at PET ikke var i stand til at løfte bevisbyrden for, at Dragsdahl havde begået noget strafbart, og at det ikke havde været på tale at starte en regulær strafferetslig efterforskning ham. Det skyldes bl.a., at det var uklart om det var strafbart at virke som påvirkningsagent.
Ved dom af 25. oktober 2013 afgjorde Østre Landsret, at Bent Jensen ikke kunne dømmes for injurier ved at have betegnet Dragsdahl som agent, idet landsretten vurderede, at Bent Jensen havde haft tilstrækkeligt faktuelt grundlag for sine udtalelser.
Dommen blev appelleret til Højesteret, hvor der faldt dom d. 3. juni 2015. Højesterets afgørelse var, at Bent Jensen blev idømt 10 dagbøder á 1.000 kr. som skyldig i injurier. Han skulle endvidere betale en godtgørelse på 100.000 kroner for tort og 502.700 kroner for sagsomkostninger i byret og landsret til Jørgen Dragsdahl. Dagen efter meddelte Bent Jensen, at han ville indbringe sagen for Menneskerettighedsdomstolen i Strasbourg. I maj 2018 kunne Information berette, at Menneskerettighedsdomstolen i februar samme år havde besluttet ikke at realitetsbehandle sagen.

## Religion
Bent Jensen beskrev i en kronik i Jyllandsposten den 3. april 2010 sin kristne baggrund og kritiserede ateismen, både som den gav sig udtryk under sovjetkommunismen og i nutiden, hvor han mener, at der foregår en "kamp mod kristendom", som er blevet koblet sammen med islamisering i Europa.
I en kronik 6. februar 2009 kritiserede han den venstreorienterede kultursociolog Birgitte Rahbeks Israel-kritik, som han opfattede som antisemitisk. Han påpegede, at interne palæstinensiske opgør har kostet flere menneskeliv end striden mod Israel.[kilde mangler] Han skrev videre, at han mente, at islam, som den praktiseredes i Gaza, Iran, Saudi-Arabien m.v., var en syg kultur baseret på ophidselse, had og dødskult, er økonomisk destruktiv og uforenelig med retsstaten og derfor "det nærmeste vi kommer nazisme i vor tid".

## Politisk overbevisning
Bent Jensen var i 2002 gæstetaler ved Dansk Folkepartis grundlovsmøde i Assens og stemte i 2001 på partiet i protest mod mediernes behandling af Pia Kjærsgaard. På et spørgsmål om, hvorvidt han politisk befinder sig på højrefløjen, svarede Bent Jensen i november 2013: "Jeg er ikke ’helt ude på højrefløjen’, men har flyttet mig fra venstre til midten."
Bent Jensen var i 2004 medstifter af den borgerlige tænketank CEPOS.

## Hædersbevisninger
Bent Jensen har modtaget Kosan Prisen (1985) og Adam Smith Prisen (2000) samt Kaj Munk-prisen.

## Forfatterskab
Bent Jensen har skrevet en lang række bøger og artikler.
I 2014 udkom tobindsværket Ulve, får og vogtere med i alt 1.514 sider. Værket er baseret på det forskningsprogram, som Bent Jensen blev ansat til at udføre, da han blev udpeget som leder af Center for Koldkrigsforskning. Et af temaerne i værket er Fodnotepolitikken og dens konsekvenser, som ifølge journalisten Kristoffer Zøllner fra Berlingske fremstår som et symbol på "… en værdikamp med VK, Dansk Folkeparti og Bent Jensens Center for Koldkrigsstudier på den ene side, og venstrefløjen, Dansk Institut for Internationale Studier og Jørgen Dragsdahl på den anden." Bent Jensen anser fodnotepolitikken for at have været til stor skade for Danmarks omdømme i NATO og for at have udgjort en risiko for landets sikkerhed under den kolde krig. Anmeldelserne af værket var meget blandede, fra en topkarakter i Berlingske Tidende til en voldsom kritik i Politiken.

### Udvalgte udgivelser
- Harald Scavenius' syn på omvæltningerne i Rusland 1917-1918 1973;
- Købmænd og kommissærer (1979).
- Danmark og det russiske spørgsmål 1917-1924. Dansk Ruslandspolitik fra bolsjevikkernes magterobring til anerkendelsen af det bolsjevikkiske regime de jure; Jysk Selskab for Historie, Århus. Universitetsforlaget 1979) (disputats).
- Sakharovs stemme (1983).
- Stalinismens fascination og danske venstreintellektuelle; Gyldendal (1984); ISBN 87-00-81912-3.
- Tryk og tilpasning; Gyldendal (1987); ISBN 87-00-14774-5.
- "Forbrydelse eller dumhed" (kronik i Politiken 21. januar 1992).
- Den ny Ruslandshistorie (1992).
- Den lange befrielse (1996).
- Zarmoder blandt zarmordere. Enkekejserinde Dagmar og Danmark 1917-1928; Gyldendal (1997).
- Bjørnen og haren. Sovjetunionen og Danmark 1945-1965; Odense Universitetsforlag (1999);
- Gulag og glemsel (2002); ISBN 87-02-01388-6.
- Stalin: en biografi; Gyldendal (2005).
- Ulve, får og vogtere. Den kolde krig i Danmark 1945-1991, bd. 1-2, Gyldendal, 2014.
- Ruslands Undergang. Revolutioner og sammenbrud 1917-1921, Gyldendal 2017.

### På internettet
- Bent Jensen: "Dansk-russiske relationer 1697-1709" (Historie/Jyske Samlinger, Bind Ny Række, 8; 1968, s. 397-465).
- Bent Bensen: "Oktoberrevolutionen og danske erhvervsinteresser i Rusland" (i: Historie/Jyske Samlinger, Ny række, 10; Bind 1972, s. 185-242).
- Bent Jensen: "Totalitarismeteorier" (Historisk Tidsskrift, 14. række, Bind 3; 1982)
- "To sager og et halvgjort arbejde" (kronik i "Jyllandsposten" 18. juli 2009 Arkiveret 15. juli 2011 hos  Wayback Machine
- "Én gang til for en sladretaske" (kronik i "Jyllandsposten" 26. november 2009) Arkiveret 30. november 2009 hos  Wayback Machine

## Andres anmeldelser af Bent Jensens forfatterskab
- Sven Henningsen (anmeldelse af: Bent Jensen: Danmark og det russiske spørgsmål 1917-1924. Dansk Ruslandspolitik fra bolsjevikkernes magterobring til anerkendelsen af det bolsjevikkiske regime de jure. Jysk Selskab for Historie, Århus. Universitetsforlaget 1979, i: Historisk Tidsskrift, Bind 14. række, 1; 1980)
- Henrik Skov Kristensen: Bornholms lange befrielse (anmeldelse af: Bent Jensen: Den lange befrielse. Bornholm besat og befriet 1945-1946. Odense Universitetsforlag, 1996; i: Historie/Jyske Samlinger, Bind 1997; 1997)
- Thorsten Borring Olesen og Nils Arne Sørensen: Spiser bjørne harer? (anmeldelse af: Bent Jensen: Bjørnen og haren. Sovjetunionen og Danmark 1945-1965. Odense Universitetsforlag, 1999, i: Historie/Jyske Samlinger, Bind 2000; 2000).
- Nikolaj Petersen (anmeldelse af: Bent Jensen: Stalinismens fascination og danske venstreintellektuelle, København: Gyldendal 1984, i: Politica, Bind 17; 1985)
- Nikolaj Petersen (anmeldelse af: Bent Jensen: Tryk og tilpasning. Sovjetunionen og Danmark siden 2. verdenskrig. Gyldendal, 1987; i: Historie/Jyske Samlinger, Ny række, Bind 18; 1989)